# Actenicerus
Actenicerus — небольшой род жуков-щелкунов из подсемейства Prosterninae.

## Описание
Щелкуны довольно крупных размеров. Тело стройное, чёрного или коричневого окраса, обычно с двуцветным опушением, которое образует на надкрыльях пятнистый или полосатый рисунок. Лобный киль разделён на два надусиковых киля. Усики у самки и самца пиловидные начиная с третьего или четвёртого сегмента. Воротничок переднегруди со слабо или сильно округлённым краем, находящимся на одном уровне с передними углами проплевр. Бедренные покрышки задних тазиков сужаются заметно и чуть неравномерно. Все сегменты лапок без лопастинок.

## Экология
Взрослые жуки сидят на травянистой растительности в местах с достаточным увлажнением.

## Список видов
Некоторые виды:
- Actenicerus modestus (Lewis, 1894) — Щелкун скромный
- Actenicerus paulinoi (Desbrochers des Loges, 1873) — Щелкун мраморный дальневосточный
- Actenicerus sjaelandicus (O. F. Müller, 1764) — Щелкун пилоусый